# Хиванско ханство
Хиванското ханство (на персийски: خانات خیوه; на узбекски: Xiva xonligi, Хива хонлиги, خیوه خانلیگ) е историческа узбекска държава, съществувала в историческата област Хорезмия от 1511 до 1920 година, с изключение на период на персийска окупация от Надир Шах между 1740 – 1746. Хановете са наследници по бащина линия на Шайбан, петия син на Джучи и внук на Чингис хан. Намира се в плодородните полета в долното течение на Аму Даря, южно от Аралско море, със столица град Хива. Държавата се управлява от тюркизиран клон на монголското племе Хонгиради, което идва от Астрахан. Покрива територията на днешен западен Узбекистан, югозападен Казахстан и голяма част от Туркменистан до пристигането на руснаците във втората половина на XIX век.
През 1873 Хиванското ханство бива значително смалено по размер и става руски протекторат. След Октомврийската революция в Русия, в Хива също избухва революция, и през 1920 ханството е заменено от Хорезмийската народна съветска република. През 1924 районът е официално включен в състава на Съветския съюз и днес в по-голямата си част представлява Каракалпакстан и Хорезъмска област в Узбекистан.

## История
Виж също Хорезъм

### Ранна история
Районът, който ще стане известен като Хиванско ханство е бил част от Чагатайското ханство със столица Стари Ургенч, един от най-големите търговски центрове в централна Азия. Въпреки това, Тимур смятал държавата за съперник на Самарканд, и в течение на 5 кампани, той унищожил напълно Стари Ургенч през 1388. През 1505 узбеките на Мохамед Шайбани завладели Хорезъм от Тимуридите. След поражението на Шайбани от Сефевидите през 1510, персите превземат района. Но през 1511, узбекската група Ядигерид Шайбаниди поставили себе си за ханове на областта след надигане срещу персийската власт. След като Стари Ургенч бива напълно изоставен, поради промяна на курса на Аму Даря през 1576, центърът на областта се измества на юг, през 1619, ханът, Араб Мохамед I, избира Хива за столица на ханството.

### Период на руска власт
По-късната история на Хива е свързана се с великите сили Русия и Великобритания. Откриването на злато по бреговете на Амударя по време на властването на Петър Велики в Русия, заедно с желанието на Руската империя да отвори търговски път до Индия да повод за изпращане на въоръжена експедиция в района през 1717 – 18, водена от княз Александър Бекович-Черкаски, съставена от 750 – 4000 души. Преди пристигането им хиванският хан Шир Гази прави лагер под предлог на израз на добра воля, а след това избива пратениците от засада, оставяйки едва десетима живи да се върнат. Петър Велики, зает с войните с Османската империя и Швеция, не предприема нищо. Ханството е било зависимо от Персия при Надир Шах в периода 1740 – 1747.
Цар Павел I също се опитва да завладее ханството, но експедицията е била с недостатъчно хора и припаси и е върната след убийството на царя. Цар Александър I нямал такива амбиции и вече по времето на царете Николай I и Александър II започнали сериозни усилия за анексирането на Хива.
Забележителен епизод по време на Голямата игра включва изпращането на руска експедиция до Хива през 1839. Целта на мисията е била да освободи роби, хванати и продадени от туркменски похитители от руските граници на Каспийско море, но експедицията също е била опит за разширяване на руските граници по време, когато Британската империя е въвлечена в първата англо-афганска война. Експедицията, водена от генерал Василий Алексеевич Перовски, командир на оренбургския гарнизон, съставен от 5200 пехотинци, и 10 хил. камили. Поради слабо планиране и лош късмет, те отпътували през ноември 1839, по време на една от най-лошите зими в историята, и били принудени да започнат оттегляне на 1.2.1840, завръщайки се в Оренбург през май, загубили повече от хиляда души.
По-същото време Великобритания, желаеща да анексира Хива, започва свой опит да освободи робите. Майор Тод, главният британски политически офицер в Херат (Афганистан) изпраща в Хива капитан Джеймс Абът, преоблечен като афганец, на Бъдни вечер 1839. Абът пристига в края на януари 1840 и макар ханът да има подозрения за неговата самоличност, той успява да убеди хана да му позволи да пренесе писмо до царя по въпроса с робите. Той тръгва на 7.3.1840 г. за Форт Александровск (Актау),  впоследствие е предаден от водача си, ограбен, но пуснат, когато бандитите разбират произхода и дестинацията на писмото. Неговите началници в Херат, без да знаят за съдбата му, изпращат друг офицер, лейтенант Ричмънд Шекспир, след него. Шекспир има по-голям успех от Абът: той убедил хана да освободи всички руски поданици под негов контрол и също да обяви притежанието на руски роби за  наказуемо със смърт. Освободените роби и Шекспир пристигат във Форт Александровск на 15.8.1840, с което за момента Русия губи основния си мотив за завладяването на Хива.
Постоянно руско присъствие в Хорезъм започва през 1848 с построяването на Форт Аралск при устието на Сърдаря. Военното превъзходство на империята над Хива и други централноазиатски княжества, Бухара и Коканд, не им оставя никакъв шанс да отблъснат руснаците, въпреки години на борба. Хива постепенно бива редуцирана по размер от руската експанзия в Туркестан и през 1873, след като Русия завладява съседните градове Ташкент и Самарканд, генерал фон Кауфман започва атака срещу Хива с армия от 13000 пехота и кавалерия. Град Хива пада на 28.5.1873 и на 12 август същата година мирен договор установява Хива като полунезависим руски протекторат.
Първото значимо заселване на европейци в ханството е от менонитска група, мигрирала в Хива през 1882. Немскоезичните менонити са от волжките немци и от колонията Молочна под лидерството на Клаас Епп Джуниър. Менонитите играят важна роля в модернизирането на ханството, в продължение на десетилетия до Октомврийската революция, като представят фотографията, което води до развитието на узбекската фотография и филмова продукция, по-ефективни методи за събиране на памук, електрическите генератори и други технически иновации.

### Гражданска война и съветска република
След като през 1917 болшевиките вземат властта през Октомврийската революция, антимонархисти и туркменски туземци се включват в силите на болшевиките, в края на 1919 да свалят хана. На 2.2.1920 последния хан на Хива отКунградите, Саид Абдула, абдикира и краткотрайната Хорезъмска народна съветска република (по-късно Хорезъмска ССР) бива създадена на територията на бившото ханство, преди накрая да се присъедини към Съветския съюз през 1924, като ханството бива разделено между Туркменската ССР и Узбекската ССР. След колапса на Съветския съюз през 1991 те стават Туркменистан и Узбекистан. Днес на територията на ханството живеят узбеки, каракалпаци, туркмени, и казахи.

## Ханове на Хива (1511 – 1920)

### Арабшахиди (Ядигарид Шайбаниди, 1511 – 1804)[5]
- Илбрас I (1511 – 1518)
- Султан Хаджи (1518 – 1519)
- Хасан Кули (1519 – 1524)
- Буджуга (1524 – 1529)
- Суфиян (1529 – 1535)
- Авник (1535 – 1538)
- Кал (1539 – 1549)
- Акатай (1549 – 1557)
- Дуст Мохамед (1557 – 1558)
- Хаджи Мохамед I (1558 – 1602)
- Араб Мохамед I (1602 – 1623)
- Исфандияр (1623 – 1643)
- Абу ал-Гази I Бахадур (1643 – 1663)
- Ануша (1663 – 1685)
- Худайдад (1685 – 1687)
- Мохамед Ауранг I (1687 – 1694)
- Чучанк (1694 – 1697)
- Вали (1697 – 1698)
- Ишак Ага Шах Нияз (1698 – 1701)
- Awrang II (1701 – 1702)
- Musa (1702 – 1712)
- Yadigar I (1712 – 1713)
- Ауранг III (c. 1713 – c. 1714)
- Хаджи Мохамед II (c. 1714)
- Шир Гази (1714 – 1727)
- Сариг Айгир (1727)
- Бахадур (1727 – 1728)
- Илбрас II (1728 – 1740)
- Тахир (1740 – 1742)
- Нурали I (1742)
- Абу Мохамед (1742)
- Абу ал-Гази II Мохамед (1742 – 1747)
- Гаиб (1747 – 1758)
- Абдула Кара Бег (1758)
- Тимур Гази (1758 – 1764)
- Тауке (1764 – 1766)
- Шах Гази (1766 – 1768)
- Абу ал-Гази III (1768 – 1769)
- Нурали II (1769)
- Джахангир (1769 – 1770)
- Бьолекей (1770)
- Аким (първи път, 1770 – 1771)
- Абд ал-Азиз (1771)
- Артук Гази (1772)
- Абдула (1772)
- Аким (втори път, 1772 – 1773)
- Ядигар II (първи път, 1773 – 1775)
- Абул Файз (1775 – 1779)
- Ядигар II (втори път, 1779 – 1781)
- Пулад Гази (1781 – 1783)
- Ядигар II (трети път, 1783 – 1790)
- Абу ал-Гази IV (1790 – 1802)
- Абу ал-Гази V ибн Гаиб (1802 – 1804)

### Кунграти (1804 – 1920)
- Илтазар Инак ибн Иуаз Инак Бий (1804 – 1806)
- Абу ал-Гази V ибн Гаиб (1806)
- Мохамед Рахим Бахадур (1806 – 1825)
- Аллах Кули Бахадур (1825 – 1842)
- Мохамед Рахим Кули (1842 – 1846)
- Абу ал-Гази Мохамед Амин Бахадур (1846 – 1855)
- Абдула (1855)
- Кутлуг Мохамед Мурад Бахадур (1855 – 1856)
- Махмуд (1856)
- Саид Мохамед (1856 – September 1864)
- Мохамед Рахим Бахадур (10.9.1864 – 9.1910)
- Исфандияр Джурджи Бахадур (9.1910 – 1.10.1918)
- Саид Абдула (1.10.1918 – 1.2.1920)